# Белецкий, Ежи
Ежи Белецкий; польск. Jerzy Bielecki (28 марта 1921, Слабошув, Польша — 20 октября 2011, Новы-Тарг, Польша) — польский учитель, социальный работник, писатель. Узник концентрационного лагеря Освенцим, которому удалось совершить успешный побег. Праведник народов мира и почётный гражданин Израиля.

## Заключение в лагерь
Ежи Белецкий родился в 1921 году в Слабошуве, Польша. Окончил гимназию в Кракове.
После начала Второй мировой войны и капитуляции Польши попытался весной 1940 года пробраться во Францию и вступить в формирующуюся там польскую армию Сикорского. Был арестован венгерской жандармерией при пересечении границы с Венгрией 7 мая 1940 года, после чего депортирован назад в Польшу и передан немцам.
Содержался в тюрьмах в Новы-Сонче и Тарнуве, откуда 14 июня 1940 года был отправлен в только что созданный концлагерь Освенцим первым транспортом из 728-ми польских политических заключённых. По прибытии в Освенцим получил лагерный номер 243.
Белецкий хорошо владел немецким языком, что позволило ему устроиться на работу служащим на склад зерна при мельнице, где он смог получать дополнительное питание.

## Побег из Освенцима
Работая на складе, Белецкий в 1943 году познакомился с Цилей Цибульской (Cyla Cybulska, узница Освенцима с 19 января 1943 года, лагерный номер 29558), она с другими женщинами работала на починке мешков для зерна. Несмотря на то, что мужчинам и женщинам не разрешалось разговаривать друг с другом, Ежи и Циле удавалось каждый день обмениваться несколькими словами, и, в скором времени, они влюбились друг в друга.
Белецкий и Цибульская совершили побег из концлагеря 21 июля 1944 года. Белецкий утром появился на пороге женского барака, одетый в эсэсовскую униформу со знаками отличия роттенфюрера, собранную из частей формы, украденных с немецкого склада его товарищем Тадеушем Сроги (лагерный номер 178). Ежи выкрикнул номер Цибульской и вывел её с территории лагеря, предъявив на контрольно-пропускном пункте фальшивый документ, в котором говорилось, что он — охранник, который сопровождает заключённую на ферму для работы. Охрана не распознала подделку, и заключённые выбрались за ворота лагеря.
Они десять дней шли на восток по полям и лесам, передвигаясь, в основном, ночью, пока не достигли дома дяди Белецкого в Пшеменчанах, где также жила и мать Белецкого. Из-за того, что Цибульская была сильно истощена, часть пути Ежи нёс её на себе.
Спустя некоторое время Цибульскую перевезли в деревню Грушув, где вплоть до освобождения Польши её прятала крестьянская семья Черник. Расставаясь, Ежи и Циля поклялись найти друг друга после войны.

## В конце войны
Белецкий вступил в партизанский отряд Армии Крайовой. Принимал участие в Акции «Буря», после её провала укрылся от нацистов в Кракове.
После освобождения города советскими войсками в январе 1945-го Ежи пешком отправился в деревню, где жила Циля, чтобы отыскать её, но выяснилось, что он опоздал на четыре дня. Цибульская, не зная, что местность, где она пряталась, была освобождена ещё за три недели до Кракова, перестала его ждать, решив, что Ежи либо мертв, либо забыл её.
Циля села на поезд до Варшавы, планируя уехать из страны и найти своего дядю, живущего в США. В поезде она встретила еврея Давида Захаровица, у них завязались отношения, и, в конце концов, они поженились. Супруги сначала направились в Швецию, затем в Нью-Йорк к дяде Цибульской, который помог им начать ювелирный бизнес. В 1975 году Давид Захаровиц умер.
Белецкий после войны осел в Польше, создал собственную семью, у него родились двое детей. Работал директором школы автомехаников в Новы-Тарге. Был соучредителем и почётным председателем Христианской ассоциации семей Освенцима.
Все его попытки разыскать Цибульскую ни к чему не привели.

## Встреча и последние годы
В мае 1983 года, живя в Нью-Йорке, Цибульская случайно узнала, что Белецкий жив. Полька, убиравшая квартиру её семьи, упомянула просмотренный ею недавно документальный фильм, в котором рассказывалась история Белецкого. Циля связалась с режиссёром, получила номер телефона Белецкого, и в следующем месяце, 8 июня 1983 года, пара встретилась в Польше.
Цибульская впоследствии несколько раз приезжала в Польшу к Белецкому, они вместе посещали мемориал Освенцима, семью фермера, которая её спрятала, и другие памятные им места. По воспоминаниям Ежи, Циля предлагала ему оставить семью и уехать с ней в Америку, но он отказался, так как не смог бы расстаться со своими детьми. После его отказа Цибульская больше не приезжала и перестала отвечать на его письма.
Циля Цибульская умерла в 2005 году в Нью-Йорке. Ежи Белецкий умер в Новы-Тарге 20 октября 2011 года.
История побега Белецкого и Цибульской стал предметом нескольких фильмов и книг, в том числе, автобиографии Белецкого «Kto ratuje jedno życie…» («Тот, кто спасает одну жизнь…», 1990) и художественного фильма «Потерянное время» (реж. Анна Джастис, 2011).

## Награды и звания
- Командорский крест Ордена Возрождения Польши (2007)[8]
- Офицерский крест Ордена Возрождения Польши (2000)
- Рыцарский крест Ордена Возрождения Польши
- Золотой Крест Заслуги
- Крест Узников фашистских концлагерей
- Медаль тридцатилетия Народной Польши
- Медаль сорокалетия Народной Польши
- Медаль Комиссии Народного Образования[пол.]
- Золотой знак «За заслуги перед городом Новы-Тарг»
- Почетный знак Союза инвалидов войны[пол.]
- Почётный президент Христианской ассоциации семей Освенцима[пол.]
- Грюнвальдский знак[пол.]
- Медаль Праведников народов мира (1985)
- Папская медаль (2006)
- Почётный гражданин Израиля